# Letnie Mistrzostwa Norwegii w Skokach Narciarskich 2017
Letnie Mistrzostwa Norwegii w Skokach Narciarskich – rozegrane dnia 28 października w Oslo na skoczni normalnej Midtstubakken zawody, które miały za zadanie wyłonić najlepszych skoczków w kraju na igielicie.
Tytułu mistrzowski w kategorii kobiet obroniła Maren Lundby wyprzedzając o ponad pięćdziesiąt punktów drugą na podium Silje Opseth. Trzecie miejsce wywalczyła sobie Anna Odine Strøm. Łącznie na starcie pojawiło się trzynaście zawodniczek.
Kategorię mężczyzn wygrał Daniel-André Tande również broniąc przy tym tytułu wywalczonego w zeszłym sezonie. Zaledwie pół punktu za nim uplasował się Kenneth Gangnes. Skład podium uzupełnił Halvor Egner Granerud, który do poprzedniej dwójki stracił niecałe cztery punkty. W zawodach wystartowało pięćdziesięciu skoczków.
Konkurs drużynowy planowany na 29 października został odwołany z powodu zbyt silnego wiatru.

## Wyniki

### Konkurs indywidualny kobiet
| Miejsce | Zawodniczka         | Klub               | Skok 1  | Skok 2 | Punkty |
| ------- | ------------------- | ------------------ | ------- | ------ | ------ |
| 1.      | Maren Lundby        | Kolbukameratene IL | 102,5 m | 99,5 m | 256,1  |
| 2.      | Silje Opseth        | Holeværingen IL    | 87,0 m  | 92,5 m | 209,6  |
| 3.      | Anna Odine Strøm    | Alta IF            | 86,0 m  | 89,5 m | 200,1  |
| 4.      | Thea Sofie Kleven   | Gjerpenkollen HK   | 84,0 m  | 86,0 m | 188,1  |
| 5.      | Anniken Mork        | Ready IF           | 84,5 m  | 84,5 m | 185,1  |
| 6.      | Eirin Maria Kvandal | Mosjøen IL         | 84,0 m  | 87,0 m | 144,0  |
| 7.      | Pernille Kvernmo    | Steinkjer SK       | 81,5 m  | 87,5 m | 137,5  |
| 8.      | Eva Johansen Amble  | Ullensaker SK      | 84,0 m  | 85,5 m | 133,5  |
| 9.      | Hanna Midtsundstad  | Vaaler IF          | 84,0 m  | 81,0 m | 130,0  |
| 10.     | Karoline Røstad     | Skogn IL           | 81,0 m  | 82,5 m | 126,5  |
| ...     |                     |                    |         |        |        |

### Konkurs indywidualny mężczyzn
| Miejsce | Zawodnik              | Klub               | Skok 1  | Skok 2  | Punkty |
| ------- | --------------------- | ------------------ | ------- | ------- | ------ |
| 1.      | Daniel-André Tande    | Kongsberg IF       | 105,5 m | 101,0 m | 269,6  |
| 2.      | Kenneth Gangnes       | Kolbukameratene IL | 104,0 m | 101,0 m | 269,1  |
| 3.      | Halvor Egner Granerud | Asker SK           | 104,0 m | 99,5 m  | 265,6  |
| 4.      | Anders Fannemel       | Hornindal IL       | 104,0 m | 100,5 m | 265,1  |
| 5.      | Robert Johansson      | Søre Ål IL         | 104,5 m | 101,5 m | 264,1  |
| 6.      | Johann André Forfang  | Tromsø SK          | 101,0 m | 98,0 m  | 255,1  |
| 6.      | Tom Hilde             | Asker SK           | 101,5 m | 97,0 m  | 255,1  |
| 8.      | Andreas Stjernen      | Sprova IL          | 100,5 m | 96,0 m  | 250,1  |
| 9.      | Fredrik Bjerkeengen   | Kolbukameratene IL | 99,5 m  | 95,0 m  | 247,6  |
| 10.     | Mats Bjerke Myhren    | Søre Ål IL         | 103,0 m | 96,0 m  | 244,1  |
| ...     |                       |                    |         |         |        |